# Nils Arne Eggen
Nils Arne Eggen, född 17 september 1941 i Orkdal i Trøndelag fylke, död 19 januari 2022 på samma ort, var en norsk fotbollstränare och fotbollsspelare. 
Som tränare var han känd för sitt temperament och sin förmåga att utveckla lagspel, i synnerhet anfallsspelet. Enligt hans spelidé skulle bollen gå snabbt och rakt längs med marken, ofta ut på kanten och så skulle man fylla på så snabbt och mycket som möjligt med spelare bakifrån. Detta var inte olikt den klassiska holländska stilen. Han använde sig  i stort sett alltid av 4-3-3-systemet, men enligt honom själv handlade det om att "använda så många spelare som möjligt där de är som bäst". Detta har i Norge kallats för "Godfot-teorien", och Eggen skrev en bok om detta med titeln "Godfoten".
År 2003 utnämndes han till riddare 1. klass av kungliga Sankt Olavs Orden för sina insatser inom norsk fotboll.

## Karriär som spelare
Nils Arne Eggen började sin karriär som 15-åring i Orkdal, men flyttade senare till Trondheim och spelade i Rosenborg BK där han var med och vann cupen 1960. År 1963 flyttade han till Oslo och spelade i Vålerenga IF 1965 vann han Tippeligaen med klubben och året efter flyttade han tillbaka till Rosenborg BK där han lyckades vinna ligan två gånger till (1967 och 1969). Han blev även utnämnd till årets spelare 1967. Eggen har spelat 29 landskamper för Norge.

## Karriär som tränare
Efter karriären blev Eggen tränare för bland annat norska U21-landslaget och Moss FK, där blev han den första norska tränaren som lyckades ta upp en klubb i tippeligan och vinna direkt efter. Mest framgångsrik blev han emellertid som tränare i Rosenborg BK (1972-1972, 1976, 1978-1982, 1988–1997 och 1999–2002, 2010-2011) där han vann Tippeligaen 11 år i rad. Han förvandlade Rosenborg BK från ett mittenlag i Norge till en respekterad klubb i Europa under 1990-talet. Våren 1997 spelade Rosenborg exempelvis kvartsfinal i Champions League.
Nils Arne Eggen var även landslagstränare för Norges herrlandslag i fotboll mellan 1974 och 1978

## Övrigt
Han var far till fotbollsspelaren Knut Torbjørn Eggen (1960–2012) som var sportdirektör i Rosenborg 2007–2008.

## Meriter

### Som spelare
- Serieguld 1965, 1967 och 1969
- Cupmästare 1960

### Som tränare
- Serieguld 1971, 1987, 1988, 1990, 1992, 1993, 1994, 1995, 1996, 1997, 1999, 2000, 2001, 2002 och 2010
- Cupmästare 1971, 1988, 1990, 1992, 1995 och 1999

## Utmärkelser
- Årets spelare i Tippeligaen 1967[2]
- Norska sportjournalisternas statyett 1997
- Sankt Olavs Orden 2003